# Habas, Landes

Habas este o comună în departamentul Landes din sud-vestul Franței. În 2009 avea o populație de 1.448 de locuitori.

## Evoluția populației
| An        | 1975  | 1982  | 1990  | 1999  | 2006  | 2009  |
| --------- | ----- | ----- | ----- | ----- | ----- | ----- |
| Populație | 1.350 | 1.290 | 1.310 | 1.311 | 1.511 | 1.448 |